# شهرستان بلنغور
ناحیهٔ بلنغور (به ازبکی: Bulungur District) یک منطقهٔ مسکونی در ازبکستان است که در استان سمرقند واقع شده‌است.